# Колцуняк Микола Семенович
Колцуня́к Мико́ла Семе́нович (*16 травня 1856, c. Ковалівка — †2 липня 1891, с. Яворів) — український етнограф і фольклорист. Батько Марії Колцуняк.

## Життя і творчість
Народився 16 травня  1856 року в селі Ковалівці (нині Коломийський район, Івано-Франківська область). Походив з селянської родини. Закінчив 1878 р. Станіславську учительську семінарію. Працював у школах, вчитель  Марка Черемшини. 1880 року заарештований за соціалістичну та атеїстичну пропаганду, відбував ув'язнення у коломийській в'язниці одночасно з Іваном Франком. Записував пісні, казки, легенди, щедрівки і колядки. Збирав матеріали до «Малорусько-німецького словаря» Є. Желехівського (т. 1—2, 1886 р.) та до «Гуцульського словника» (не опубліковано). Разом з В. Шухевичем і чеським етнографом Ф. Ржегоржем займався фольклорно-етнографічним вивченням Гуцульщини. Опублікував записи колядок і щедрівок «З уст народних» (1877 р.), розвідку «Весілля в Ковалівці в повіті Коломийському» (1890–1891 рр.), статтю про народних майстрів різьблення по дереву та інкрустації «Юрко Шкрібляк і його сини Василь, Микола і Федір» (1889 р.) та інші праці.
Помер 2 липня 1891 року селі Яворові.
З ініціативи краєзнавця, письменника і журналіста Миколи Савчука з Коломиї та з його передмовою побачила світ окремою книжкою праця Миколи Колцуняка "Весілля в Ковалівці" (Коломия: Вік, 2015. - 128 с. + 16 ілюстр.; наклад - 500 примірників).